# Герб Сумської області
Герб Сумсько́ї о́бласті — символічний знак, що виражає історичні й духовні традиції Сумщини. Разом із прапором становить офіційну символіку органів місцевого самоврядування та виконавчої влади Сумської області. Сучасні прапор і герб Сумської області затверджені 12 липня 2000 року 15-ю сесією Сумської обласної ради третього скликання. Автор герба — Ю. М. Шелковніков.

## Опис
Елементи герба розташовані на геральдичному щиті з синім полем та жовтою окантовкою. Синій колір поряд із жовтим здавна традиційними кольорами Сумщини. У синьому полі золотий шолом із срібними деталями, під ними зліва (геральдично) вигнутий С—подібно золотий колосок пшениці з 25 зернятками, справа — золотий охтирський хрест.

## Значення символів
- Золотий шолом у верхній частині герба — символ історичного початку цих земель із часів Київської Русі.
- Золотий колос, зігнутий у вигляді букви «С», із 25 зернятками символізує історичний шлях, який пройшли ці землі до утворення Сумської області, і вказує на кількість суб'єктів регіону. Разом із тим він символізує хліборобство — основне заняття жителів області з прадавніх часів і вказує на основні риси характеру: працелюбність, гостинність, домовитість, любов до рідної землі.
- Золотий хрест вказує на те, що ці риси характеру поєднуються з високою духовністю, яка передається із покоління в покоління.

Розташування їх під золотим шоломом символізує готовність і здатність жителів області в будь-який час захистити свою рідну землю, духовні і матеріальні надбання, які впродовж усієї історії не раз яскраво виявлялися — від битв кочовими племенами і до героїчних сторінок німецько-радянської війни.
Ці три елементи разом символізують також три складові частини Сумської області.
- Шолом — землі, що відійшли від Чернігівської області та історично були в складі Київської Русі;
- Колос — землі, що відійшли від Харківської області і були частиною Слобожанщини;
- Золотий хрест — землі, що відійшли від Полтавської землі і були у складі України за часів Гетьманщини.

Перевага синьо-жовтих кольорів вказує на те, що область є невід'ємною частиною держави Україна.

## Див.також
- Прапор Сумської області
- Сумська область